# Ding-A-Dong
A Ding-A-Dong (magyarul: Ding-dong) című dal volt az 1975-ös Eurovíziós Dalfesztivál győztes dala, melyet a holland Teach-In adott elő angol nyelven.

## Az Eurovíziós Dalfesztivál
A dal a február 26-án rendezett holland nemzeti döntőn nyerte el az indulás jogát.
A dal gyors tempójú, melyben az énekes a pozitív gondolkodás fontosságát hangsúlyozza.
A március 22-én rendezett döntőben a fellépési sorrendben elsőként adták elő, az ír The Swarbriggs That's What Friends Are For című dala előtt. A szavazás során százötvenkettő pontot szerzett, mely az első helyet érte a tizenkilenc fős mezőnyben. Ez volt Hollandia negyedik, és egészen 2019-ig utolsó győzelme. Ez volt az első alkalom, hogy a fellépési sorrendben első dal tudott nyerni.
A következő holland induló Sandra Reemer The Party's Over című dala volt az 1976-os Eurovíziós Dalfesztiválon. 
A következő győztes a brit Brotherhood of Man Save Your Kisses for Me című dala volt.
Magyar nyelvű változata Csonka András előadásában ismert, azonban először magyarul Zalatnay Sarolta énekelte 1977-ben.

### Kapott pontok
|                                              | Zsűrik |     |     |     |     |     |     |     |     |     |     |     |     |     |     |     |     |     |   |
| NED                                          | IRE    | FRA | GER | LUX | NOR | SUI | YUG | GBR | MLT | BEL | ISR | TUR | MON | FIN | POR | ESP | SWE | ITA |   |
| Kapott pontok                                |        | 8   | 5   | 8   | 10  | 12  | 6   | 8   | 12  | 12  | 3   | 12  | 4   | 10  | 10  | 7   | 12  | 12  | 1 |
| A tábla a fellépés sorrendjében van rendezve |        |     |     |     |     |     |     |     |     |     |     |     |     |     |     |     |     |     |   |

## Slágerlistás helyezések
| Slágerlisták (1975) | Lh.* |
| ------------------- | ---- |
| Belgium (Flandria)  | 2    |
| Belgium (Vallónia)  | 7    |
| Dánia               | 1    |
| Egyesült Királyság  | 13   |
| Hollandia           | 3    |
| Németország         | 9    |
| Norvégia            | 1    |
| Svájc               | 1    |

*Lh. = Legjobb helyezés.

## Külső hivatkozások
- Dalszöveg
- YouTube videó: A Ding-A-Dong című dal előadása a stochkolmi döntőn